# Алатау (Медеуский район)
Алата́у (каз. Алатау) — посёлок (микрорайон) в составе Медеуского района города Алма-Аты в Казахстане.
Находится примерно в 25 км к северо-востоку от центра города Алма-Аты и со всех сторон окружён территорией Талгарского района Алматинской области.

## История
Образован в 1957 году как населённый пункт при Институте ядерной физики АН КазССР. В 1965 году передан из Енбекшиказахского района в административное подчинение Талгарскому горсовету с отнесением к категории городских посёлков и присвоением наименования Алатау. С 1969 года — в составе Талгарского района. В 1977 году передан в административное подчинение Фрунзенского (с 1995 года — Медеуского) района города Алма-Аты.

## Население
По данным переписи 1989 года население посёлка составляло 4079 человек (1881 мужчина и 2198 женщин).

## Экономика
На территории посёлка функционирует специальная экономическая зона «Парк инновационных технологий».
В Алатау имеется Торговый Центр «Алатау Центр».